# Strada statale 455 di Pontestura
La ex strada statale 455 di Pontestura (SS 455), ora strada provinciale 455 di Pontestura (SP 455), è una strada provinciale italiana.

## Percorso
Ha origine a Vercelli, dal sud della città ed ha un tracciato ampio e pianeggiante: uscita dall'abitato di Vercelli interseca l'autostrada A4/A26 e tocca i comuni di Desana e Tricerro, entrambi aggirabili esternamente, per poi giungere a Trino (che è raggiungibile con una breve deviazione) e, dopo aver passato il fiume Po, arriva a Pontestura. Dopo pochi chilometri, la strada termina innestandosi sulla ex strada statale 457 di Moncalvo nel comune di Cereseto, a nord dell'abitato principale.
In seguito al decreto legislativo n. 112 del 1998, dal 2001, la gestione è passata dall'ANAS alla Regione Piemonte che ha classificato l'arteria come strada regionale con la denominazione strada regionale 455 di Pontestura (SR 455) ed affidata all'ARES (Agenzia Regionale Strade).
A seguito del D.R. 9-5791 del 27 aprile 2007 della Regione Piemonte, dal 1º gennaio 2008 è stata infine riclassificata come provinciale e consegnato alla Provincia di Vercelli e alla Provincia di Alessandria per le tratte territorialmente competenti.